# Шемякино (Галичский район)
Шемякино — деревня в составе Дмитриевского сельского поселения Галичского района Костромской области России.

## География
Деревня расположена недалеко у речки Ильинки.

## История
Согласно Спискам населённых мест Российской империи в 1872 году деревня относилась к 1 стану Галичского уезда Костромской губернии. В ней числилось 6 дворов, проживало 22 мужчины и 20 женщин.
Согласно переписи населения 1897 года в деревне проживало 94 человека (40 мужчин и 54 женщины).
Согласно Списку населённых мест Костромской губернии в 1907 году деревня относилась к Ногатинской волости Галичского уезда Костромской губернии. По сведениям волостного правления за 1907 год в деревне числилось 9 крестьянских дворов и 48 жителей. Основными занятиями жителей деревни были сельское хозяйство, малярный и плотницкий промыслы.
До 2010 года деревня относилась к Челменскому сельскому поселению.

## Население
| 2008 | 2010 | 2012 | 2014 |
| ---- | ---- | ---- | ---- |
| 0    | →0   | →0   | ↗1   |